# Brian Anderson

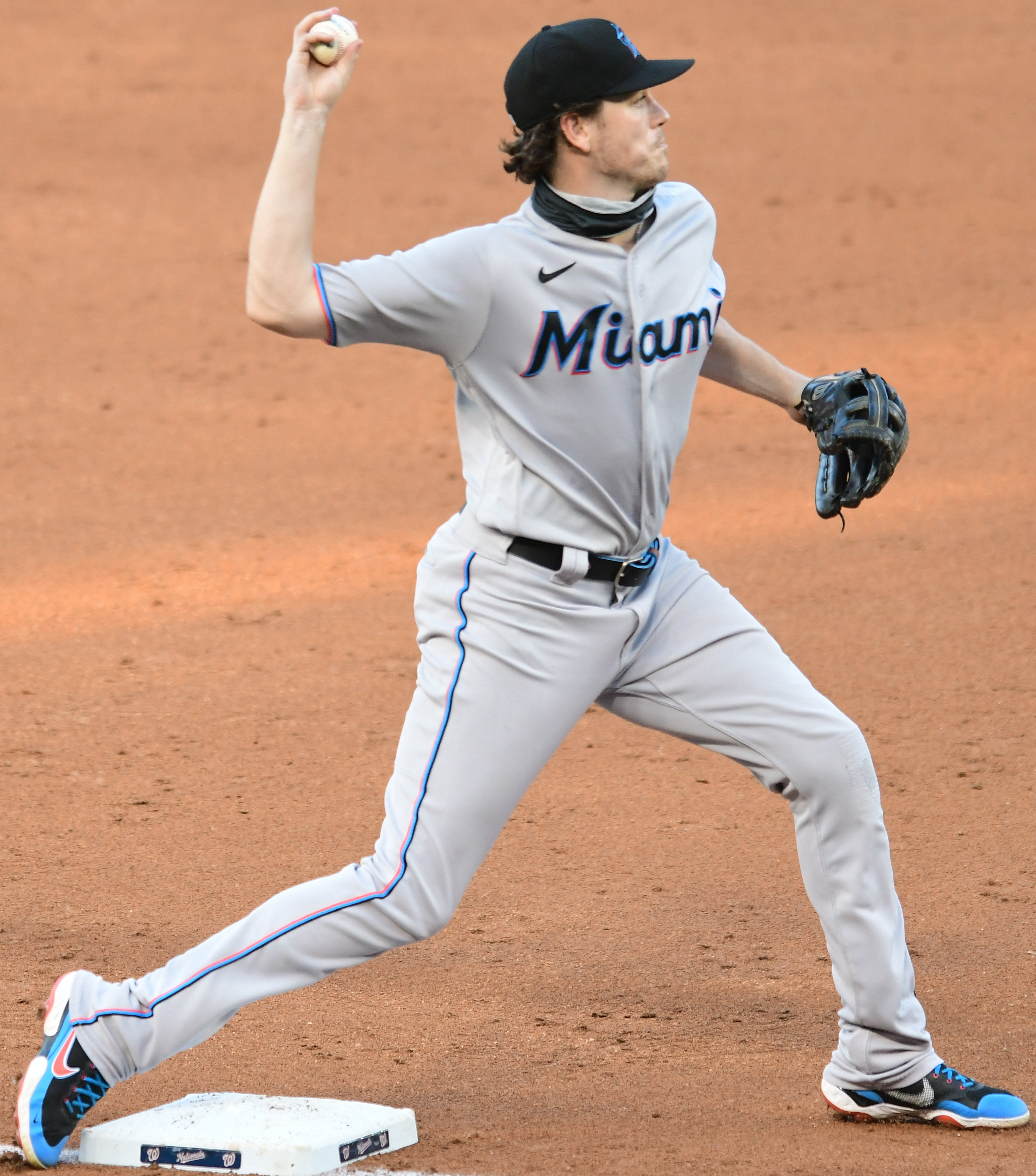
Brian Anderson, 2020.

Brian Wade Anderson, född 19 maj 1993 i Edmond i Oklahoma, är en amerikansk professionell basebollspelare som spelar som tredjebasman för Miami Marlins i Major League Baseball (MLB).
År 2011 blev han draftad av Minnesota Twins men inget kontrakt kunde upprättats mellan parterna. Anderson började istället studera vid University of Arkansas och spelade samtidigt för deras idrottsförening Arkansas Razorbacks. Tre år senare blev han åter tillgänglig för MLB-draften och valdes då av Marlins.